# Танака, Рэйна
Рэйна Танака (яп. 田中 れいな Танака Рэйна, настоящее имя записывается как 田中 麗奈, род. 11 ноября 1989, Курумэ, префектура Фукуока, Япония) — японский идол, певица, в 2003—2013 годах участница шестого поколения J-Pop-группы Morning Musume, в 2012—2019 годах была участницей и лидером J-Rock-группы Lovendor (стилизовано как LoVendoЯ).
Её имя стали записывать хираганой, что стало её профессиональным псевдонимом, чтобы его можно было отличить от имени японской актрисы Рэны Танаки, чьё имя записывается теми же кандзи.

## Биография
Рэйна Танака родилась в префектуре Фукуока, Япония. Она имеет брата, который на семь лет моложе её. В 2001 году прослушивалась на место в 5-м поколении Morning Musume и прошла, однако пришлось покинуть тренировочный лагерь, так как обнаружилось, что она была недостаточного возраста для участия в группе. Она попыталась снова в 2002 году на место в 6-м поколении и снова успешно прошла. Таким образом, Рэйна была единственной, кто участвовал в прослушивании дважды, прежде чем попасть в состав группы. Рэйна была одной из главных вокалисток сингла Shabondama — это сделало её одной из немногих в «Момусу», кто стал главной вокалисткой в своём первом сингле. Она также спела сольную версию Memory Seishun no Hikari, которая вышла в альбоме фан-клуба группы. В 2003 году участвовала в группе Aa!, в 2003—2004 годах в подгруппе Morning Musume Otome Gumi, в 2004 году в группе проекта Hello! Project H.P. All Stars, в 2005 году в другой группе проекта Hello! Project Elegies. В 2013-м году состоялся "выпуск" Рейны из группы Morning Musume, что позволило ей лучше сконцентрироваться на деятельности в группе Lovendor, в которой она участвует с 2012 года.

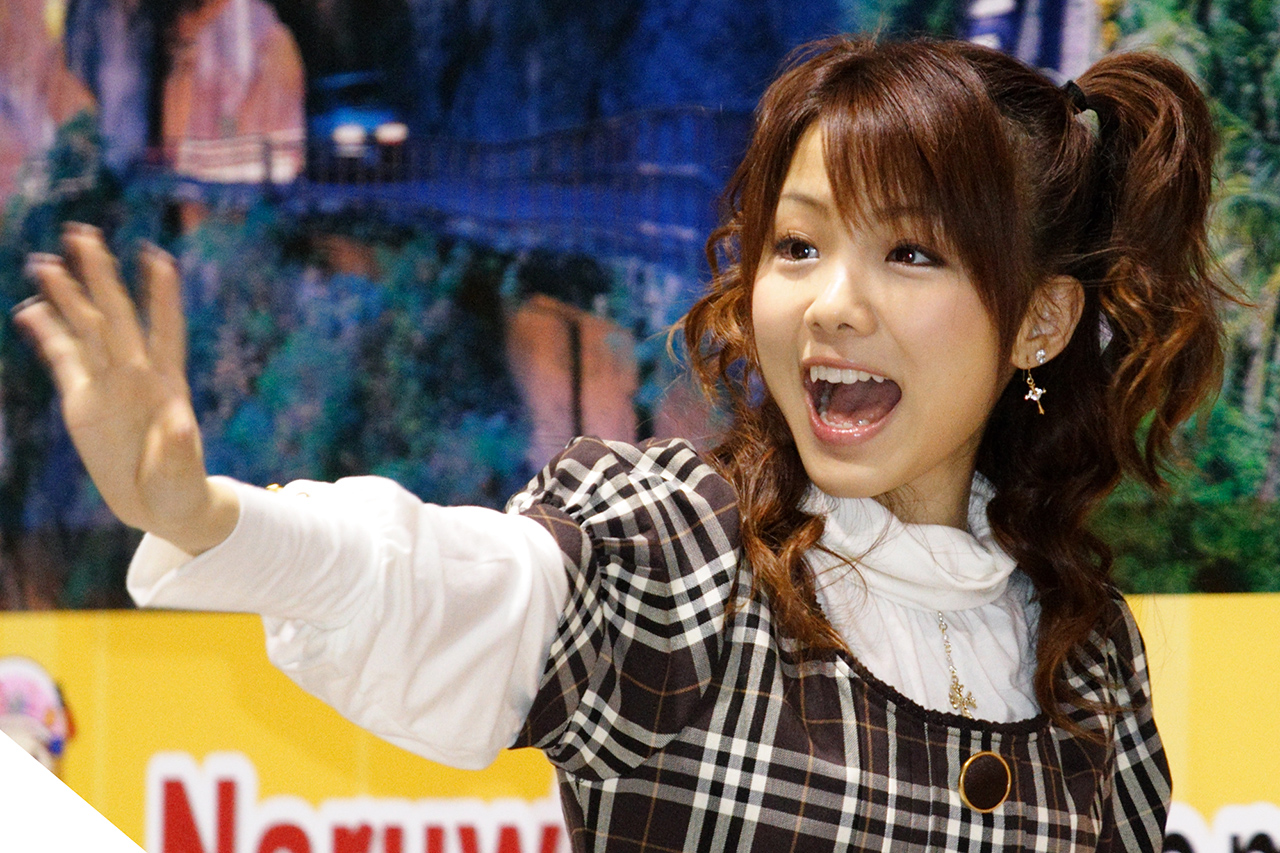

## Появления

### Фотокниги
| № | Название | Дата выпуска      | Издатель        | ISBN                                      | Информация о фотокниге                         |
| - | --- | ----------------- | --------------- | ----------------------------------------- | ---------------------------------------------- |
| - | Hello Hello! Morning Musume 6th Generation Members Shashinshū (яп. ハロハロ! モーニング娘。6期メンバー写真集) | 15 июля, 2003     | Kadokawa Shoten | ISBN 4-04-894251-4                        | Фотокнига с Эри Камэи и Саюми Митисигэ.        |
| 1 | Reina Tanaka (яп. 田中れいな写真集「田中れいな」)                                                             | 11 ноября, 2004   | Wani Books      | ISBN 4-8470-2834-1                        | Первая сольная фотокнига.                      |
| 2 | Reina (яп. 田中れいな写真集「れいな」)                                                                        | 15 октября, 2005  | Wani Books      | ISBN 4-8470-2890-2                        | Вторая сольная фотокнига.                      |
| 3 | Shōjo R (яп. 田中れいな写真集「少女R」)                                                                       | 10 мая, 2006      | Wani Books      | ISBN 4-8470-2932-1                        | Третья сольная фотокнига.                      |
| 4 | Alo Hello! Reina Tanaka Shashinshū (яп. アロハロ！田中れいな写真集)                                           | 1 февраля, 2007   | Kadokawa Shoten | ISBN 4-04-894483-5 ISBN 978-4-04-894483-0 | Четвёртая сольная фотокнига. Снято на Гавайях. |
| 5 | Girl (яп. 田中れいな写真集「GIRL」)                                                                           | 27 сентября, 2007 | Wani Books      | ISBN 978-4-8470-4041-2                    | Пятая сольная фотокнига.                       |
| - | Re:(Return) (яп. 田中れいな写真集全集『Re:（リターン）』)                                                     | 27 февраля, 2008  | Wani Books      | ISBN 978-4-8470-4067-2                    | Фотокнига — сборник.                           |
| 6 | Very Reina (яп. 田中れいな写真集「VERY REINA」)                                                               | 25 октября, 2008  | Wani Books      | ISBN 978-4-8470-4129-7                    | Шестая сольная фотокнига.                      |
| 7 | Kira★Kira (яп. 田中れいな写真集「きら★きら」)                                                                 | 9 мая, 2012       | Kids Net        | ISBN 978-4-0489-5448-8                    | Седьмая сольная фотокнига.                     |

### Фильмы
- Hoshisuna no Shima, Watashi no Shima — Island Dreamin' (яп. 星砂の島、私の島～ISLAND DREAMIN'～) (29 сентября 2004)

### Телепередачи
| Название                                                                | Дата начала       | Дата окончания    | Канал    |
| ----------------------------------------------------------------------- | ----------------- | ----------------- | -------- |
| Hello! Morning (яп. ハロー！モーニング。)                               | 2003              | 1 апреля, 2007    | TV Tokyo |
| Sore Yuke! Gorokkies (яп. それゆけ!ゴロッキーズ)                        | 29 сентября, 2003 | 26 декабря, 2003  | TV Tokyo |
| Futarigoto (яп. 二人ゴト)                                               | 1 июня, 2004      | 4 июня, 2004      | TV Tokyo |
| Futarigoto (яп. 二人ゴト)                                               | 18 августа, 2004  | 26 августа, 2004  | TV Tokyo |
| Musume Dokyu! (яп. 娘DOKYU!)                                            | 13 мая, 2005      | 29 сентября, 2006 | TV Tokyo |
| Uta Doki! Pop Classics (яп. 歌ドキッ！POP CLASSICS)                     | 2 октября, 2006   | 17 марта, 2008    | TV Tokyo |
| Haromoni@ (яп. ハロモニ@)                                               | 8 апреля, 2007    | 28 сентября, 2008 | TV Tokyo |
| Onegai My Melody Kirara (яп. おねがい♪マイメロディ きららっ☆) (Озвучка) | 6 апреля, 2008    | 29 марта, 2009    | TV Tokyo |
| Yorosen! (яп. よろせん!)                                                | 6 октября, 2008   | 27 марта, 2009    | TV Tokyo |
| Kaitō Reinya (яп. 怪盗レーニャ) (Озвучка)                               | 8 января, 2010    | 26 марта, 2010    | KBC TV   |

### Радио
| Передача                                                                      | Дата начала     | Дата окончания    | Станция   |
| ----------------------------------------------------------------------------- | --------------- | ----------------- | --------- |
| TBC Fun Fīrudo Mōretsu Mōdasshu (яп. TBC Funふぃーるど・モーレツモーダッシュ) | 18 апреля, 2005 | 29 апреля, 2005   | TBC Radio |
| TBC Fun Fīrudo Mōretsu Mōdasshu (яп. TBC Funふぃーるど・モーレツモーダッシュ) | 16 мая, 2005    | 27 мая, 2005      | TBC Radio |
| Hello Pro Yanen!! (яп. ハロプロやねん!!)                                      | 26 июня, 2005   | 22 сентября, 2008 | ABC Radio |
| Five Stars                                                                    | 3 октября, 2007 | 25 февраля, 2010  | InterFM   |

### Мюзиклы
- Ribbon no Kishi: The Musical (2006)
- Ojigi 30do On Stage (2008)
- Cinderella the Musical (2008) — в роли сводной сестры.
- Ojigi de Shape Up! (2009)
- Fashionable (2010)
- Real-etude Minna no Ie Girl's STAGE (2011)
- Taishou Roman Haikara Tantei Aoi Ruby Satsujinjiken (2011)
- Reborn ~Inochi no Audition~ (2011)
- Stacy's Shoujo Saisatsu Kageki (2012)
- Idol Nihonryuu ~Onna Nichibu~ (2012)
- Fushigi Yuugi ~Ake no Shou~ (2016)[4]
- Aku no Musume (6-11 апреля 2017, Токио) [5]
- YoRHa Ver1.2 (9-13 февраля 2018, THEATRE1010, Токио)[6]
- Nobunaga no Yabou・Taishi Haru no Jin Tengafubu ~ Kondei no Kubi Hen (15-27 мая 2018, CBGK Shibugeki!!, Токио)[7]
- Fushigi Yuugi -Ao no Fumi- (13–21 октября 2018, Zenrosai Hall / Space zero, Токио)[8]

### DVD
- Alo Hello! Reina Tanaka DVD (яп. アロハロ！田中れいな DVD, 14 февраля 2007)
- Real Challenge!! (октябрь 2008)